# La Mancelière
La Mancelière é uma comuna francesa na região administrativa do Centro, no departamento Eure-et-Loir. Estende-se por uma área de 5,83 km². Em 2010 a comuna tinha 185 habitantes (densidade: 31,7 hab./km²).